# Parol

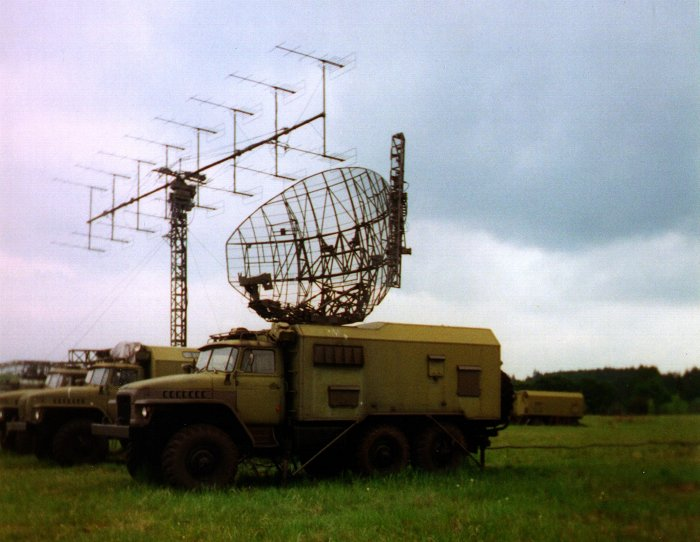
Parol (mit Parabolspiegel) der P-18 (mit Yagi-Array) beigestellt

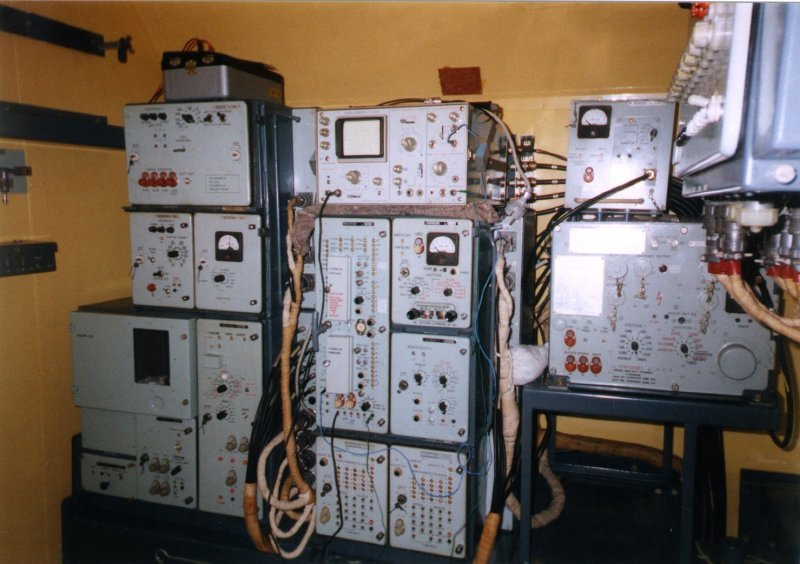
Parol-Interieur

Parol ist die Tarnbezeichnung für ein sowjetisches Sekundärradargerät, welches vorwiegend für militärische Zwecke konzipiert wurde. Als NATO-Code wurden zwei Namen („Dog tail“ für die LKW-Version und „End Curve“ für die Hängerversion) für das elektrisch gleiche, aber im Erscheinungsbild unterschiedliche Gerät vergeben. Es wurde in mehreren Versionen gebaut, die sich elektrisch nur durch die Konstruktion des Senders, des HF-Leitungssystems und der Antenne unterschieden. Die Empfangs- und Decodiereinrichtung ist bei allen Versionen gleich.
Es wurde in 5 Hauptversionen gebaut, die zusätzlich noch in Leistungsgruppen unterteilt waren. Im Bild ist das Parol 4 (bodengestütztes Abfragegerät „NRS“) mit mittlerer Leistung auf einem LKW vom Typ Ural-375A zu sehen.
Die Regime der Arbeit reichen von Regime 1 (Abwärtskompatibilität zum alten System Kremnij 2) bis zur individuellen Kennung und dem recht komfortablen Regime 6, bei welchem neben der Flugnummer auch die Höhe des Flugzeuges über Grund und der Treibstoffrest (in Prozent) dargestellt werden können.
Das Parol nutzt bei jeder Abfrage drei verschiedene Frequenzen, eine davon bei der Abfrage. Das Antwortsignal besteht aus drei Impulsen, die auf zwei verschiedene Frequenzen verteilt sind. Die Codierung wird durch den Abstand des zweiten und dritten Impulses zum ersten und durch die Wahl der Antwortfrequenz realisiert. Sieben verschiedene Antwortsignale sind möglich. Somit ergeben sich mit der Wahl der Antwortfrequenz 84 verschiedene Möglichkeiten der individuellen Erkennung von Flugkörpern.

## Versionen von Parol 4
| Codename | offener Name | Sendeleistung            | verwendet in               | Aufbau als                | Bemerkung                                |
| -------- | ------------ | ------------------------ | -------------------------- | ------------------------- | ---------------------------------------- |
| NRZ-1P   | 71 E 6       | groß                     | P-14, Oborona, 55Ж6 (NEBO) | Einbaugerät               |                                          |
| NRZ-2P   | 73 E 6       | groß                     | Oborona, Kabina 66         | Hängerversion „End Curve“ |                                          |
| NRZ-3P   | 75 E 6       | mittel                   | P-18                       | Ural-375A und Ural-4320   | FlaRak-Version                           |
| NRZ-3P   | 75 E 6       | mittel                   | P-19                       | Einbaugerät               | FlaRak-Version                           |
| NRZ-4P   | 1 L 22       | mittel                   | P-18                       | Ural-375D und Ural-4320   | Beistellgerät                            |
| NRZ-5P   | 1 L 23       | mittel                   | P-15, P-19M, P-40          | Einbaugerät               | Version für Truppenluftabwehr            |
| NRZ-6P   | 1 L 24-1     | klein (820...1200W peak) | ST-68-U, 36D6              | Einbaugerät               | Antenne in Primärradarantenne integriert |

| Technische Daten Parol „1 L 22“ | Technische Daten Parol „1 L 22“ |
| ------------------------------- | ------------------------------- |
| Frequenzbereich                 | UHF                             |
| Pulswiederholzeit               | synchron zum Primärradar        |
| Pulswiederholfrequenz           | synchron zum Primärradar        |
| Sendezeit (PW)                  | > 12 µs                         |
| Empfangszeit                    |                                 |
| Totzeit                         |                                 |
| Pulsleistung                    |                                 |
| Durchschnittsleistung           |                                 |
| angezeigte Entfernung           | bis 600 km                      |
| Entfernungsauflösung            |                                 |
| Öffnungswinkel                  |                                 |
| Trefferzahl                     |                                 |
| Antennenumlaufzeit              | synchron zum Primärradar        |